# Trichoglossus
Trichoglossus Stephens, 1826 è un genere di uccelli della famiglia Psittaculidae.

## Tassonomia
Comprende le seguenti specie:
- Trichoglossus ornatus (Linnaeus, 1758) - lorichetto ornato
- Trichoglossus forsteni Bonaparte, 1850 - lorichetto dal petto scarlatto
- Trichoglossus weberi (Büttikofer, 1894) - lorichetto di Flores
- Trichoglossus capistratus (Bechstein, 1811) - lorichetto delle calendule
- Trichoglossus haematodus (Linnaeus, 1771) - lorichetto dei cocchi
- Trichoglossus rosenbergii Schlegel, 1871 - lorichetto di Biak
- Trichoglossus moluccanus (Gmelin, JF, 1788) - lorichetto di Swainson o lorichetto arcobaleno
- Trichoglossus rubritorquis Vigors & Horsfield, 1827 - lorichetto dal collare rosso
- Trichoglossus euteles (Temminck, 1835) - lorichetto dalla testa oliva
- Trichoglossus flavoviridis Wallace, 1863 - lorichetto giallo e verde
- Trichoglossus johnstoniae Hartert, 1903 - lorichetto di Mindanao
- Trichoglossus rubiginosus (Bonaparte, 1850) - lorichetto di Pohnpei
- Trichoglossus chlorolepidotus (Kuhl, 1820) - lorichetto dal petto scaglioso